# Josep Maria Planas i Casals
Josep Maria Planas i Casals (Barcelona, 9 de desembre de 1846- 21 d'octubre de 1923) fou un jurista i polític català, germà de Manuel Planas i Casals. Fou diputat a les Corts Espanyoles durant la restauració borbònica.

## Biografia
Fill de Josep Planas i Compte natural de Sant Feliu de Guíxols i de Narcisa Casals i Vives natural de Barcelona. Es llicencià en dret i fou posteriorment catedràtic de dret civil i degà de la facultat de dret de la Universitat de Barcelona. També fou el primer director de la Revista Jurídica de Catalunya.
Políticament, fou membre del Partit Conservador, amb el que fou diputat pel districte de Vilafranca del Penedès a les eleccions generals espanyoles de 1879 i 1884, pel de Barcelona a les eleccions de 1891, i pel d'Arenys de Mar a les eleccions generals espanyoles de 1893, 1896, 1898 i 1899.

## Obres
- La evolución del socialismo contemporáneo, discurs universitari (1902)
- Instituciones de Derecho Civil español (1913)
- Derecho civil español común y foral (1925)